# Lingua inglese antica
L'inglese antico o anglosassone (in inglese Old-English o Anglo-Saxon, in inglese antico englisc o ænglisc) è la più antica forma conosciuta della lingua inglese, parlata tra il V e il XII secolo in zone geografiche che costituiscono parti dell'odierna Inghilterra e della Scozia meridionale. È una lingua appartenente al sottoceppo dell'anglo-frisone (a sua volta parte del più vasto ceppo del germanico occidentale o germanico del nord-ovest), simile proprio all'antico frisone e all'antico sassone. È legata anche al norreno e quindi al moderno islandese (che fa parte però del germanico settentrionale).

## Eredità linguistica dell'Inglese antico nella lingua inglese attuale
A proposito del numero e della classificabilità degli etimi utilizzati dello inglese attuale come famiglie di parole (word families), l'antico inglese ha lasciato una grande eredità nella attuale lingua inglese. Si possono contare i seguenti dati statistici e comparativi, consultando la lunga appendice delle Indo-European Roots Words (radici di parole), a partire dal ricostruito indoeuropeo, nel dizionario The American Heritage Dictionary. 
- 1134 german root words (numero di etimi germanici)
- 1082 old english root words (numero di etimi dall'inglese antico)
- 1048 latin root words (numero di etimi dal latino classico)
- 656 greek root words (numero di etimi dal greco)

Questi numeri evidenziano che l'elemento anglo-autoctono è oggi una componente di poco secondaria alla eredità linguistica germanica nell'inglese, ma prevalente rispetto alla eredità delle famiglie di parole, che dominano il lessico neolatino.

## Storia
L'antico inglese fu parlato di fatto per un periodo di circa 700 anni, partendo dalle popolazioni anglosassoni nord-germaniche e dello Jutland che arrivarono in Inghilterra. Prima della conquista dei Normanni del 1066, l'inglese antico adottò diversi aspetti di altre lingue parlate da popoli confinanti, conquistati o conquistatori, come i Celti e i Vichinghi.
Con la fondazione da parte dei Vichinghi del Danelaw (letteralmente "legge danese", la zona in cui i Vichinghi avevano fondato una vasta colonia), il norreno diede molti vocaboli all'inglese antico. Le parlate celtiche preesistenti nel territorio britannico, diversamente dal norreno e dal latino, non hanno avuto un grande impatto sulla lingua.

### Influenza latina
Un gran numero di persone colte conosceva il latino, che in quel periodo era lingua di cultura dell'Europa. Ci furono principalmente tre ondate di introduzione di latinismi nella storia inglese. La prima si verificò prima che i Sassoni lasciassero il continente per stabilirsi nell'odierna Inghilterra. La seconda avvenne quando gli Anglo-Sassoni si convertirono al cristianesimo, grazie a sacerdoti che parlavano la lingua latina. La terza, e più consistente, introduzione di latinismi si verificò in seguito alla conquista dei Normanni del 1066, quando un gran numero di parole francesi (e quindi di origine romanza) entrarono nel vocabolario inglese. I Normanni erano una popolazione in origine proveniente dalla Scandinavia, e di lingua norrena, ma essendosi stabiliti in Normandia avevano assimilato molte parole del vocabolario francese, e di conseguenza re-introdussero elementi sia latini che norreni (anche se alterati e non in forma originale) in Inghilterra. La conquista normanna ha praticamente posto fine all'era della lingua inglese antica, tanto che la fase linguistica del periodo intermedio che si colloca tra l'inglese antico e la fase successiva dell'inglese medio (la lingua di Geoffrey Chaucer, l'autore dei Racconti di Canterbury) è detta propriamente anglo-normanno, ed è molto più vicina all'inglese medio che all'inglese antico, praticamente aprendo la strada per l'inglese di Shakespeare, che fa parte invece del periodo cronologico più antico della fase moderna dell'inglese.
La lingua venne alterata molto quando cadde in disuso l'alfabeto runico chiamato fuþorc, che venne sostituito dall'alfabeto latino. Inoltre, le lettere mute dell'inglese moderno erano pronunciate. Per esempio la c dura in cniht, l'equivalente antico di knight, era pronunciata. Le parole inoltre cambiavano pronuncia in base al dialetto locale, per esempio and si poteva pronunciare sia ænd che ond.
La pronuncia dell'inglese antico quindi è considerata più varia rispetto a quella dei giorni d'oggi, anche se può riflettere alcune pronunce esistenti, mentre il moderno inglese non può farlo in molti casi.

### Influenza vichinga

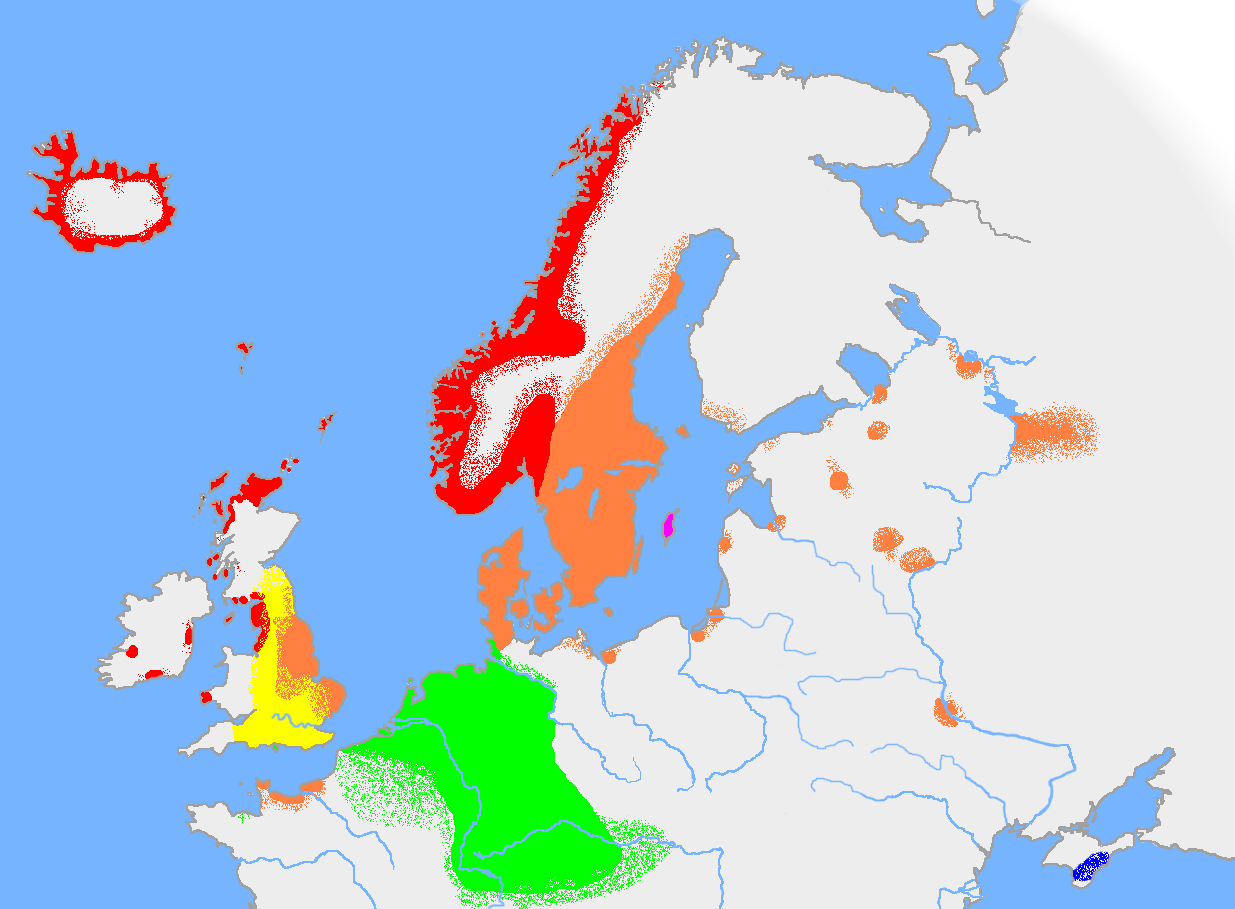
Diffusione del dialetto norreno in Inghilterra, nella regione del Danelaw e nelle isole circostanti la Gran Bretagna.

Molte parole vennero introdotte nell'inglese antico durante l'Età dei Vichinghi, tramite le invasioni del nono e decimo secolo, specie nella zona del Danelaw. In aggiunta a molti toponimi, le parole introdotte erano quelle relative ad oggetti, animali, e cose semplici in generale. I Vichinghi parlavano norreno, una lingua che era imparentata con l'inglese antico e che derivava dallo stesso ceppo proto-germanico. Il norreno antico ha avuto un profondo impatto sull'inglese, con parole tramandate fino ai giorni nostri come sky ‘cielo’, leg ‘gamba’ e il pronome personale they ‘loro, essi, -e’.

### Influenza celtica
Tradizionalmente molti linguisti ritengono che l'influenza delle lingue celtiche, parlate dagli abitanti originari dell'isola britannica, sia stata scarsa. Il numero di parole prese in prestito dalle lingue celtiche è molto minore rispetto a quelle prese dalle lingue germaniche settentrionali e dal latino. Alcuni sono dell'opinione però che certi tratti celtici siano chiaramente visibili dal periodo seguente alla decadenza della lingua inglese antica nella sintassi.

### Dialetti e lingue derivate

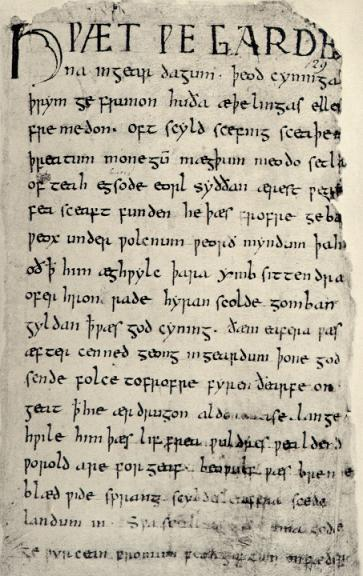
La prima pagina del manoscritto di Beowulf.

L'inglese antico non dovrebbe essere considerato come una singola entità di linguaggio, così come non lo è l'inglese moderno. Esistevano diversi sistemi fonetici per la lingua. Per esempio la lingua parlata nel Wessex al tempo di Æthelwold di Winchester, chiamata primo sassone occidentale, o sassone di Æthelwold, è significativamente diversa dalla lingua parlata durante il tempo di Alfredo il Grande, chiamata tardo sassone occidentale o sassone alfrediano. Inoltre la differenza tra le due lingue fa sì che il tardo sassone non sia discendente diretto del primo sassone.
I quattro dialetti principali dell'inglese antico erano il merciano, il northumbriano, il kentiano, e il tardo sassone. Ognuno di questi dialetti era associato a un regno indipendente sull'isola. Di queste regioni, la Northumbria e gran parte della Mercia vennero conquistate dai Vichinghi nel IX secolo mentre le rimanenti parti della Mercia e tutto il Kent venivano incorporati nel Wessex.
Dopo l'unificazione dei vari regni anglosassoni e la riconquista del Danelaw, iniziata da Alfredo il Grande nell'878 e portata a termine dai suoi discendenti, vi fu un declino nell'importanza dei dialetti regionali, anche se non scomparvero.
La gran parte dei documenti pervenutici del periodo anglosassone sono scritti nel dialetto del Wessex, il regno di Alfredo. Con la centralizzazione del potere diventò necessario unificare e stabilire una lingua comune nel governo.
Alfredo iniziò un programma che riguardò la traduzione di testi scritti in lingua latina in inglese. Per assicurare la diffusione dei materiali tradotti i monaci e i sacerdoti lavorarono scrivendo nel dialetto di Alfredo. Alfredo stesso sembra che abbia tradotto libri latini in inglese, come la Cura Pastoralis  di papa Gregorio I.
A causa delle invasioni vichinghe e della centralizzazione del potere, non è rimasta traccia dello sviluppo di dialetti non appartenenti al ceppo di Wessex dopo l'unificazione dei regni.
La pronuncia britannica non è discendente diretta del dialetto maggiormente conosciuto, il tardo sassone occidentale. Proviene invece da un dialetto della Mercia - probabilmente merciano orientale o sud-orientale. Il tardo sassone non ebbe una grande influenza sullo sviluppo del medio inglese e dell'inglese moderno.

## Fonologia
L'inventario dell'antico inglese classico è così comunemente ricostruito.
|                        | Bilabiale | Labiodentale | Dentale | Alveolare | Postalveolare | Palatale | Velare  | Glottale |
| ---------------------- | --------- | ------------ | ------- | --------- | ------------- | -------- | ------- | -------- |
| Occlusiva              | p b       |              |         | t d       |               |          | k ɡ     |          |
| Affricata              |           |              |         |           | t͡ʃ (d͡ʒ)       |          |         |          |
| Nasale                 | m         |              |         | n         |               |          | (ŋ)     |          |
| Fricativa              |           | f (v)        | θ (ð)   | s (z)     | ʃ             | (ç)      | (x) (ɣ) | h        |
| Approssimante          |           |              |         | r         |               | j        | w       |          |
| Laterale approssimante |           |              |         | l         |               |          |         |          |

I suoni in parentesi nella tabella sopra sono allofoni:
- [d͡ʒ] è un allofono di /j/ presente dopo /n/ e quando geminata;
- [ŋ] è un allofono di /n/ che occorre prima di /k/ e /ɡ/;
- [v, ð, z] sono allofoni di /f, θ, s/ rispettivamente, occorrono tra vocali o tra consonanti sonore;
- [ç, x] sono allofoni di /h/ occorrono in coda sillabica, rispettivamente dopo delle vocali frontali e posteriori;
- [ɣ] è un allofono di /ɡ/ che occorre dopo una vocale, in una fase primitiva del linguaggio e nella formazione della sillaba.

| Vocali | Brevi     | Brevi      | Lunghe    | Lunghe     |
| Vocali | Anteriori | Posteriori | Anteriori | Posteriori |
| ------ | --------- | ---------- | --------- | ---------- |
| Chiusa | i y       | u          | iː yː     | uː         |
| Media  | e (ø)     | o          | eː (øː)   | oː         |
| Aperta | æ         | ɑ          | æː        | ɑː         |

La vocale anteriore media arrotondata /ø(ː)/ occorre in alcuni dialetti dell'inglese antico, ma non nelle attestazioni migliori sassoni.
| Dittonghi                         | Brevi (monomoraici) | Lunghi (bimoraici) |
| --------------------------------- | ------------------- | ------------------ |
| Il primo elemento è chiuso        | iy                  | iːy                |
| Entrambi gli elementi sono medi   | eo                  | eːo                |
| Entrambi gli elementi sono aperti | æɑ                  | æːɑ                |

## Grammatica

### Morfologia
Differentemente dall'inglese moderno, l'inglese antico è una lingua sintetica ed è, in generale, pronunciato come scritto. Mantiene quattro casi del protoindoeuropeo: nominativo, genitivo, dativo, accusativo, e sopravvivono tracce di altri due casi: vocativo e strumentale.

#### Il nome
In tutte le lingue conosciute si fa distinzione fra nome (ciò di cui si parla, tema dell'enunciato) e verbo (azione o stato, ciò che viene predicato, rema), con possibilità di reciproca derivazione.
Ogni parola semplice indoeuropea si può scomporre in tre elementi: radice, suffisso tematico e desinenza; radice e suffisso tematico costituiscono il tema (morfologico) della parola. La radice dà il significato di base alla parola, il suffisso ne determina il valore semantico, la desinenza indica i rapporti della parola con gli altri membri della frase, e spesso, il genere e il numero (sostantivi) o la persona e il numero (verbo).
A seconda del tema si determina il tipo di flessione del sostantivo. Le varie categorie di temi sono così ordinate nel germanico e nell'inglese antico:
- a) declinazione di temi in vocale, in -a, -ō, -i, -u; questa declinazione è detta forte;
- b) declinazione di temi in consonante nasale -n; questa declinazione è detta debole;
- c) declinazione di temi in consonante con resti di temi in *-er/*-or, *-et/*-ot, *-nt, *-es/*-os;
- d) declinazione di temi in consonante con temi radice, cioè forme a suffissi zero: dove le desinenze si aggiungono direttamente alla radice.

La flessione nominale distingue tre generi:
- maschile;
- femminile;
- neutro.

Due numeri:
- singolare;
- plurale.

Quattro casi:
- nominativo;
- genitivo;
- dativo;
- accusativo (rare tracce di vocativo e strumentale).

Le classi di declinazione più frequenti sono tre:
- Nomi maschili e neutri con tema in -a. Questa classe corrisponde ai nomi indoeuropei in -o-s, germ. -a-z, lat. -u-s)
- Nomi femminili con tema in -ō (corrispondenti all'IE -a-, germ -u, lat. -a)
- Nomi maschili, femminili e neutri in nasale (ted. Name, Friede).

Altre declinazioni meno frequenti sono la atematica, quella in -r-, quella dei neutri con plur. in -ru.
| Declinazione in -a-, stān masch. ‘pietra’ | Declinazione in -a-, stān masch. ‘pietra’ | Declinazione in -a-, stān masch. ‘pietra’ |
|                                           | sing.                                     | plur.                                     |
| ----------------------------------------- | ----------------------------------------- | ----------------------------------------- |
| nom                                       | stān                                      | stān-as                                   |
| gen                                       | stān-es                                   | stān-a                                    |
| dat                                       | stān-e                                    | stān-um                                   |
| acc                                       | stān                                      | stān-as                                   |
| Declinazione in -a-, land neutro ‘terra’  |                                           |                                           |
|                                           | sing.                                     | plur.                                     |
| nom                                       | land                                      | land                                      |
| gen                                       | land-es                                   | land-a                                    |
| dat                                       | land-e                                    | land-um                                   |
| acc                                       | land                                      | land                                      |
| Declinazione in -o-, cearu femm. ‘dolore’ |                                           |                                           |
|                                           | sing.                                     | plur.                                     |
| nom                                       | cear-u                                    | cear-a                                    |
| gen                                       | cear-e                                    | cear-a                                    |
| dat                                       | cear-e                                    | cear-um                                   |
| acc                                       | cear-e                                    | cear-a                                    |

I sostantivi atematici, masch. e femm., cambiano al plurale la vocale tematica in conseguenza di una metafonia palatale: fōt, masch. ‘piede’, plur. fēt ‘piedi’.

#### Il pronome
Le lingue indoeuropee hanno, oltre alla declinazione nominale, una declinazione speciale per i pronomi. Tutti i pronomi hanno la categoria del caso. 
I pronomi personali sono indifferenti al genere ed esprimono il plurale con mezzi semantici, cioè con radicali diversi, e conservano anche il duale.
Si osservano le seguenti regole:
- pronomi personali; si distingue con radicale diverso la 1ª, la 2ª e la 3ª persona;
- pronomi di terza persona;
- pronomi possessivi;
- pronomi dimostrativi;
- pronomi interrogativi;
- pronomi relativi;
- pronomi indefiniti;

##### Pronomi personali
| Prima persona       | Prima persona  | Prima persona | Prima persona |
|                     | sing.          | duale         | plur.         |
| ------------------- | -------------- | ------------- | ------------- |
| nom                 | ic             | wit           | wē            |
| gen                 | mīn            | uncer         | ūre           |
| dat                 | mē             | unc           | ūs            |
| acc                 | mē             | unc           | ūs            |
| Seconda persona     |                |               |               |
|                     | sing.          | duale         | plur.         |
| nom                 | þū             | git           | gē            |
| gen                 | þīn            | incer         | ēower         |
| dat                 | þē             | inc           | ēow           |
| acc                 | þē(c)          | inc(it)       | ēow           |
| Terza persona sing. |                |               |               |
|                     | masch.         | femm.         | neutro        |
| nom                 | hē             | hēo           | hit           |
| gen                 | his            | hire          | his           |
| dat                 | him            | hire          | him           |
| acc                 | hine           | hī(e)         | hit           |
| Terza persona plur. |                |               |               |
|                     | tutti i generi |               |               |
| nom                 | hī(e)          | hī(e)         | hī(e)         |
| gen                 | hira           | hira          | hira          |
| dat                 | hie            | hie           | hie           |
| acc                 | him            | him           | him           |

#### L'articolo determinativo
L'articolo determinativo si presenta nella forma sê per il maschile, sêo per il femminile, ðæt per il neutro. Quest'ultima forma sopravvive negli articoli inglesi moderni the e that.

#### L'aggettivo
Le lingue germaniche hanno per gli aggettivi due tipi di flessione: una debole e una forte. Si tratta di una innovazione del germanico rispetto all'indoeuropeo, in cui esiste un'unica flessione nominale, sia per i sostantivi che per gli aggettivi. 
Accanto alla declinazione forte, ogni aggettivo ha una declinazione debole modellata interamente sui sostantivi con tema in nasale (deboli).
Per la declinazione forte si osservano:
- temi in -a/-ō;
- temi in -ja/jō;
- temi in -wa/-wō.

Il participio presente si flette come un aggettivo in -ja/-jō, e può avere sia flessione forte che debole.
Il participio preterito è declinato come un comune aggettivo in -a/-ō, sia forte che debole.
Il comparativo degli aggettivi si forma aggiungendo il suffisso -ra, il superlativo aggiungendo il suffisso -est/-ost. (Es. lēof «caro» - lēofra - lēofost).
Ci sono quattro aggettivi che per il comparativo e il superlativo ricorrono a un altro radicale:
- gōd «buono» - betera - betst;
- yfel «cattivo» - wyrsa - wyrst;
- micel «grande» - māra - mǣst;
- lytel «piccolo» - lǣssa, - lǣsest.

Esistono alcuni aggettivi di forma comparativa e superlativa tratti da avverbi o preposizioni, cioè senza un corrispondente aggettivo positivo.

#### L'avverbio
Gli avverbi di modo si formano normalmente con l'aggiunta al tema dell'aggettivo della desinenza -e.
Frequentemente si formano avverbi da aggettivi in -līc, ne consegue che la finale -līce viene sentita come formante avverbiale e si formano avverbi in -līce anche da aggettivi che non hanno la forma in -līc. (Es. heard «duro» - heardlīce).
I più importanti avverbi di stato in luogo, moto a luogo, moto da luogo sono:
- feor «lontano» - feorr - feorran.
- (be) foran «davanti» - forþ - foran.
- hēr «qui» - hider - hionan.

#### I numerali
I nomi dei numerali cardinali dall'uno al dieci sono tutti di origine indoeuropea:
- 1-3 si declinano come gli aggettivi forti;
- 4-19 non si flettono se precedono il nome, mentre se lo seguono o sono usati come nome si declinano secondo i temi in -i. (Es. fīf «cinque» - gen. fīfa - dat. fīfum);
- 20-90 sono formati dalla unità + la sillaba -tig. (Es. þrītig «trenta»);
- 100-120: il prefisso hund- precede le decine. (Es. hundælleftig «centodieci»);
- 200-900: si formano con l'unità + il suffisso -hund;
- 1000 þūsend, nt. in -a, regolarmente declinato.

La flessione degli ordinali è quella degli aggettivi deboli. Vediamone alcuni:
- (dal 1º al 5º) forma, ōþer, þridda, fēorþa, fīfta.

I moltiplicativi si formano aggiungendo al numerale cardinale il suffisso -feald. (Es. ānfeald «semplice/unico»).
I distributivi:
- be... tweonum, «fra due»;
- þrinna, «ogni tre»;
- twæm ond twæm, «a due a due»;
- þrim ond þrim, «a tre a tre».

#### Il verbo
Come in genere nelle lingue germaniche i verbi si dividono in due categorie: forti e deboli. Nei forti la vocale tematica muta passando dal presente al preterito al participio passato e dal singolare al plurale. Per esempio da singan (cantare) si ha pret. sang, pret. plur. sungon, part. pass. gesungen. I verbi deboli formano il preterito mediante le desinenze -ede, -ode, -de, -te. Esistono varie ipotesi sull'origine di questa desinenza in dentale tipicamente germanica. Secondo alcuni autori deriverebbe dall'agglutinazione del verbo germanico per "fare" (qualcosa del tipo I did change, I change-did, I changed), secondo altri dalla particella tô, "to".
I verbi forti, molto numerosi in AI, tenderanno, col passare dei secoli, in gran parte a scomparire o a confluire nella più "regolare" declinazione forte. Quelli che si sono mantenuti sono in effetti i verbi di uso più frequente, quindi meno propensi a venir "regolarizzati".
I caratteri formali del verbo sono:
- l'aspetto o la qualità dell'azione (puntuale, ripetuta, duratura, conclusa);
- la diatesi o posizione (attiva, media, passiva);
- il modo (realtà, possibilità, desiderio, comando);
- il tempo (presente, passato, futuro);
- il numero (singolare, duale, plurale);
- la persona (prima, seconda, terza);

gli ultimi due sono collegati con morfemi unici.
I verbi dell'inglese antico si dividono in due grandi categorie: verbi forti e verbi deboli, e due categorie più piccole: verbi perfetto-presenti e verbi atematici.
I verbi forti sono soggetti alle regole seguenti:
- i verbi che formano il preterito cambiando il timbro della vocale radicale (alternanza vocalica);
- i verbi che formano il preterito con il raddoppiamento.

I verbi deboli sono soggetti alle regole seguenti:
- i verbi denominativi, derivati da sostantivi o aggettivi (fēdan «nutrire», fōd «cibo»);
- i verbi deverbativi, tratti da altri verbi (fandian «esplorare», findan «trovare»).

hanno inoltre i seguenti caratteri:
- mantengono invariata la vocale radicale per tutta la coniugazione;
- formano il tema verbale con l'aggiunta del suffisso vocalico;
- formano il preterito con l'aggiunta di un suffisso dentale (-de, -te);
- formano il participio preterito con l'aggiunta del suffisso dentale -d e con il prefisso ge-, salvo rare eccezioni.

I verbi perfetto-presenti costituiscono una piccola categoria con queste caratteristiche:
- forma verbale di tipo forte alternante;
- hanno forma preteritale e significato presente, il che indica la conseguenza di un'azione già compiuta;
- presentano una metafonia palatale all'ottativo (durran «presumere», sculan «dovere»);
- a seconda del tipo di radice possono rientrare nelle sei classi dei verbi forti alternanti.

I verbi atematici sono resti di un tipo verbale indoeuropeo molto arcaico. Sono coniugati senza vocale di congiunzione tra radice e desinenza.
Tra questi verbi ricordiamo:
- bēon «essere» (radici: *es-, *bheu-, *wes-);
- willan «volere»;
- dōn «volere»;
- gān «andare».

#### I suffissi
I suffissi più comuni per la formazione di sostantivi maschili sono:
- -ing, -ling: appartenenza (cynn «stirpe», cyning «re»);
- -els: sostantivo concreto (gyrdels «cintura»);
- -bora: colui che porta (wæþenbora «guerriero»);
- -end, -ond, -ere: agente (fēond «nemico», sellend «datore», scipere «marinaio»);
- -aþ, oþ: sostantivo astratto (fiscaþ «pesca», huntoþ «caccia»);
- -dōm, -hād: stato o condizione (cynedōm «regno», werhād «virilità»);
- -scipe: fare, creare (burgscipe «cittadinanza»);
- -stafas: dal plurale di staæf «asta» (ārstafas «gentilezza»).

### Sintassi

#### Ordine delle parole
L'ordine delle parole in antico inglese è in genere (SVO) come nell'inglese moderno e nella maggior parte delle lingue germaniche, ma non ha una particolare importanza, considerando il fatto che si trattava di una lingua sintetica. Finché la declinazione era corretta, era irrilevante che si dicesse "Mīn nama is..." o "Nama mīn is..." per "Il mio nome è...".

##### Domande
Per la sua similitudine con il norreno, si crede che l'ordine delle parole cambia nelle domande, da SVO a VSO; ad es.
"Io sono.." diventa "Sono io..?"
"Ic eom..." diventa "Eom ic...?"

## Ortografia
Dopo un uso primitivo della scrittura con le rune (fuþork) si adottò l'alfabeto latino, introdotto da missionari cristiani irlandesi. Successivamente, si usò la scrittura insulare, una versione in corsivo della semionciale che fu usata fino al finale del XII secolo, quando venne sostituita dalla scrittura carolina.
La lettera yogh fu presa dall'irlandese. La lettera ðæt < ð > (chiamata edh o eth) è una modifica del latino < d >, mentre le lettere runiche thorn e wynn furono prese dal fuþarc. Esisteva inoltre un simbolo per la congiunzione and, simile al numero sette (< ⁊ >, una nota tironiana), un'altra per il pronome relativo þæt, un thorn con una barra trasversale nell'asta ascendente (<  >). Sporadicamente si trovano macron sulle vocali per segnalare che sono lunghe, o abbreviazioni che indicano una m o n seguenti.

### Consonanti
- c rende i suoni [k] (cynn, stirpe) e [tʃ] (c di cena) (spræc [sprætʃ], discorso).
- g può indicare i suoni [j] (gêar, anno) o [ɣ] (gh) (dagas, giorni).
- h rende i suoni [h], [x] (fricativa sorda velare) o [ç] (ted. ich).
- ð e þ possono rendere indifferentemente i suoni [ð] o [θ], esattamente come th nell'inglese moderno.
- sc si legge [ʃ] (sc di scena) (wascan [ˈwaʃan], lavare).[4]

## Esempi
Un esempio di antico inglese, il Padre Nostro:
Fæder ûre,
þû þe eart on heofonum,
sî þîn nama gehâlgod.
Tôbecume þîn rîce.
Gewurþe ðîn willa on eorðan swâ swâ on heofonum.
Ûrne gedæghwâmlîcan hlâf syle ûs tô dæg.
And forgyf ûs ûre gyltas, swâ swâ wê forgyfað ûrum gyltendum.
And ne gelæd þû ûs on costnunge,
ac âlys ûs of yfele.
Sôþlîce.

### Grammatiche
- (FR)  Alfred Jolivet/Ferdinand Mossé, Manuel de l'anglais du Moyen Age, Aubier/Montaigne
- Giulia Mazzuoli Porru, Manuale di Inglese Antico, Giardini Editori e Stampatori in Pisa

### Dizionari
- Thomas Benson, Vocabularium anglo-saxonicum, lexico Gul. Somneri magna parte auctius, Oxoniae, 1701
- John R. Clark Hall, A Concise Anglo-Saxon Dictionary, New York-Cambridge, 1916

### Antologie
- (EN)  Dorothy Whitelock, Sweet's Anglo-Saxon Reader, Oxford, 1879

### Studi
- (EN)  Fausto Cercignani, The Development of */k/ and */sk/ in Old English, in "Journal of English and Germanic Philology", 82/3, 1983, pp. 313–323.
- Domenico Pezzini, Storia della lingua inglese, La Scuola
- Paolo Ramat, Introduzione alla linguistica germanica, Il Mulino